# Centro Panamericano de Fiebre Aftosa
El Centro Panamericano de Fiebre Aftosa (PANAFTOSA-OPS/OMS) es un centro científico de la unidad de Salud Pública Veterinaria de la Organización Panamericana de la Salud / Organización Mundial de la Salud (OPS/OMS) que ha desarrollado un importante trabajo en el control y erradicación de la fiebre aftosa desde su inauguración en 1951. En 1997, la cooperación técnica en zoonosis fue incluida en sus mandatos, y en 2007 la inocuidad de los alimentos se tornó otra área de actuación.
PANAFTOSA-OPS/OMS proporciona cooperación técnica a todos los países miembros de la OPS en las Américas para mejorar el estado de la salud de la población y promover el desarrollo de los países. 

## Propósitos
- Cooperar con los países del continente americano, afectados por la fiebre aftosa, en la organización, desarrollo y fortalecimiento de los programas nacionales e regionales para la erradicación de la enfermedad.
- Apoyar los países libres de fiebre aftosa en la implantación y mantenimiento de los programas de prevención de la enfermedad para eliminar el riesgo de su reintroducción.
- Cooperar con los países del continente en el desarrollo y fortalecimiento de los programas de control y erradicación de las zoonosis de impacto en la salud humana y en la producción animal, estableciendo alianzas y fortaleciendo, cada vez más, el combate a esas enfermedades.
- Proporcionar cooperación técnica a los países miembros de la OPS para solucionar problemas relacionados con la inocuidad de los alimentos, y la prevención y control de enfermedades transmitidas por alimentos.

La misión de PANAFTOSA-OPS/OMS arriba mencionada, incluye las siguientes contribuciones:
- Aumentar la disponibilidad de productos de origen animal, como carne y leche, con fuerte impacto positivo en la salud humana.
- Mejorar el impacto socioeconómico en la actividad ganadera.
- Contribuir para la disminución del riesgo de enfermedades en la población humana debido a las zoonosis y las enfermedades transmitidas por alimentos.

## Historia
En la década del 50, el impacto de la fiebre aftosa en los países como Brasil, Colombia, México, Venezuela, impulsó a la Organización de los Estados Americanos (OEA) a reconocer la importancia de la creación de un centro internacional de apoyo técnico científico para el control de esta enfermedad en los países de América.
PANAFTOSA fue creado en 1951 como un proyecto técnico para apoyar a los países afectados por la fiebre aftosa e incorporado en 1968 como programa regular de la cooperación técnica del Programa de Salud Pública Veterinaria de la Organización Panamericana de la Salud (OPS). El trabajo realizado por PANAFTOSA a través de los años contribuyó al logro de importantes resultados para la población y para la economía del continente. PANAFTOSA se tornó en sinónimo de calidad y es considerado internacionalmente como un Centro de Excelencia. Una credibilidad conquistada con dedicación, seriedad y profesionalismo. Una historia de realizaciones que abre paso para futuras conquistas.
La fiebre aftosa es responsable por la disminución de la productividad en la ganadería impactando en la seguridad alimentaria por la reducción de la oferta de proteínas de origen animal. Además de eso, limita el desarrollo económico de la industria ganadera y perjudica el comercio nacional e internacional de animales y productos ganaderos.
El panorama de la enfermedad antes de las acciones de PANAFTOSA era de grandes perjuicios en la salud y en la economía. PANAFTOSA actúa con éxito en el combate a la enfermedad en América del Sur. Hoy, como resultado de sus acciones de cooperación técnica, la fiebre aftosa está erradicada en los países del Cono Sur. Su erradicación abrió camino al progreso, posibilitó una mayor disponibilidad de proteína de alta calidad para el consumo nacional y un mayor volumen para la exportación.
El Centro Panamericano de Fiebre Aftosa tiene su sede en São Bento, Duque de Caxias, Río de Janeiro, Brasil. En una superficie de 46 hectáreas y 12.000 m² de área cubierta, cuenta con laboratorios para diagnóstico, actividades de investigación y referencia, control de vacunas, dependencias para estudios epidemiológicos, estadística y computación.
También dispone de salas de clases, auditorio y biblioteca. Considerado como centro de referencia para enfermedades vesiculares por la OIE y por la FAO, PANAFTOSA apoya los programas de prevención, control y erradicación de la fiebre aftosa, actúa como laboratorio de referencia regional de enfermedades vesiculares y promueve la colaboración entre los países.
Su departamento de servicios de campo incluye: epidemiología, asistencia a los programas, entrenamiento y divulgación. PANAFTOSA cuenta con el apoyo de los consultores del Programa de Salud Pública Veterinaria de la OPS en los países de la región, además de consultores de campo en el proyecto de la Cuenca del Plata
Los laboratorios de PANAFTOSA realizan pruebas de referencia para el diagnóstico de enfermedades vesiculares, para el control de calidad de las vacunas, análisis biomoleculares, secuenciamiento de virus y otras técnicas relacionadas con su condición de referente.
Vinculado a los centros de excelencia en todo el mundo, PANAFTOSA tiene acceso permanente a la información científica actual y mantiene publicaciones regulares como: Situación de los Programas de Control de la Fiebre Aftosa en América del Sur, Informe de la COSALFA, entre otros. Su biblioteca es considerada una verdadera fuente de investigación y consulta, con toda la información bibliográfica necesaria sobre enfermedades vesiculares y zoonosis de impacto económico y social.
PANAFTOSA creó importantes marcos en la lucha por la erradicación de la fiebre aftosa. Desde el comienzo demostró que su trabajo sería fundamental y sus conquistas serían históricas como: Métodos para el diagnóstico donde Panaftosa desarrolló e implantó en los países de la región la tecnología de pruebas serológicas, de aislamiento viral y caracterización de los virus de campo. La Vacuna de fiebre aftosa con adyuvante oleoso que Panaftosa desarrolló y padronizó la tecnología para producción de antígenos en "botellas rodantes" y en suspensión a escala industrial, obteniendo una vacuna de fácil aplicación y alto poder inmunogénico. El desarrollo de esta vacuna permitió que el ganado, que antes necesitaba ser vacunado cada cuatro meses, sea vacunado dos veces al año. La tecnología desarrollada fue transferida sin costo, trayendo importantes beneficios a los países e industrias del sector privado.

## Dirección
- 2009-actual - Ottorino Cosivi
- 2007-2009 - Albino José Belotto
- 2006-2007 - Miguel Ángel Genovese Linares
- 2000-2005 - Eduardo Enrique Ernesto Correa Melo
- 1998-2000 - José German Rodríguez Torres
- 1991-1998 - Vicente Mateo Astudillo Caldes
- 1976-1991 - Raul Casas Olascoaga
- 1970-1976 - Mario Vasco Fernandes
- 1966-1969 - Carlos Antonio Palacios García
- 1956-1965 - William M. Henderson
- 1951-1956 - Ervin A. Eichhorn